# Iimysis orientalis
Iimysis orientalis är en kräftdjursart som först beskrevs av Ii 1937.  Iimysis orientalis ingår i släktet Iimysis och familjen Mysidae. Inga underarter finns listade i Catalogue of Life.